# Гервасий Тильберийский
Герва́сий Тильбери́йский (лат. Gervasius Tilburiensis, англ. Gervase of Tilbury, фр. Gervais de Tilbury; около 1150 — около 1222 или 1235) — англо-латинский писатель-энциклопедист, географ и правовед конца XII — первой трети XIII века.

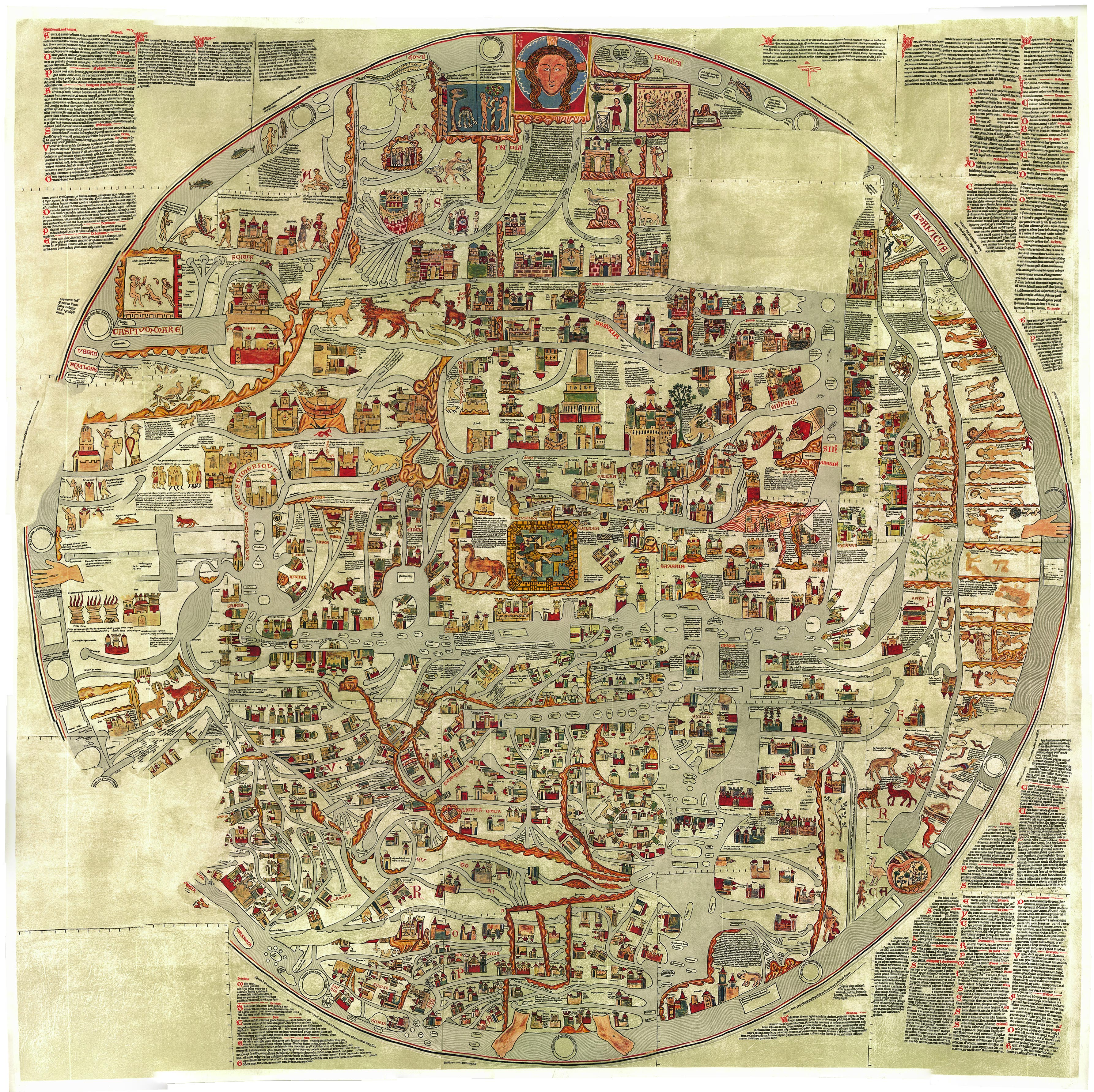
Копия Эбсторфской карты (оригинал утрачен во время Второй мировой войны).

## Биография
Родился около 1150 года в Вест-Тильбери, расположенном в низовьях Темзы, в графстве Эссекс. Будучи выходцем из нормандской знати, приходился родственником Патрику графу Солсберийскому, вместе с которым, возможно, учился в детстве. Нередко его ошибочно называют племянником английского короля Генриха II. Несмотря на свои английские корни, вырос и получил воспитание в Риме.
Учился в Болонье, получив степень доктора канонического права, после чего преподавал в местном университете. В 1177 году стал свидетелем встречи императора Фридриха I Барбароссы с папой Александром III в Венеции.
Служил у Генриха II Плантагенета, затем у его сына принца Генриха вплоть до смерти последнего в 1183 году, после чего отправился на континент, где поступил на службу к Гильому Шампанскому, архиепископу Реймса (ум. 1202), где, в частности, занимался борьбой с ересью патаренов, отправив, по словам записавшего его рассказ в начале 1220-х гг. английского хрониста Ральфа Коггсхоллского, на костёр некую девицу, отвергшую его притязания.
Не ранее 1189 года отправился на Сицилию, в Палермо, где недолго жил при дворе Вильгельма II Доброго. Император Священной Римской империи Оттон IV назначил его маршалом Арелата, где он пробыл до смерти Оттона в 1218 году. В 1209 году сопровождал Оттона в Рим для коронации того в качестве императора.
После того как потерпевший поражение в битве при Бувине (1214) Оттон удалился в Брауншвейг, возможно, осел в премонстрантском аббатстве Св. Маврикия в Эбсторфе близ Люнебурга.
Обстоятельства и точная дата и место смерти являются предметом дискуссий среди исследователей. В частности, некоторые из них пытались отождествить его с одноимённым настоятелем вышеназванного монастыря, умершим в 1235 году. По мнению других, основанном на вышеназванном сообщении Ральфа Коггсхоллского, он вернулся в Англию, где, сделавшись монастырским каноником, умер после 1222 года в Арлингтоне (в Глостершире, Девоне или Восточном Суссексе). Согласно утверждению третьих, он скончался ещё летом 1221 года, исполняя должность судьи в Провансе.

## Сочинения
Из его сочинений наибольшую известность имеют «Императорские досуги» (лат. Otia imperialia), написанные в 1209—1212 годах для развлечения его покровителя, императора Оттона IV, и возродившие в литературе Западноевропейского Средневековья античный жанр парадоксографии. Первые две книги этого сочинения представляют собой компендиум, содержащий сведения по агиографии, истории, географии, физике и астрономии, а третья — сборник всевозможных происшествий, преданий и т. п., представляющий интерес благодаря использованию автором множества любопытных мифов и легенд, извлечённых им из разнообразных источников. 
Среди последних можно выделить труд Гильдаса «О разорении Британии», «Церковную историю англов» Беды Достопочтенного, «Историю лангобардов» Павла Диакона, жизнеописание Карла Великого Эйнхарда, «Историю в двенадцати книгах» Фрекульфа из Лизье, «Деяния франков» Гугона из Флёри, «Историю британских королей» Гальфрида Монмутского, «Схоластическую историю» Петра Коместора, хронику Псевдо-Турпина и др. Из античных классиков Гервасий часто цитирует Саллюстия, Лукреция, Горация, Вергилия, Овидия, Лукана, Плиния Старшего, Ювенала, Клавдия Клавдиана, Павла Орозия, Исидора Севильского и др.
Труд Гервасия ещё в Средние века приобрёл широкую известность, сохранившись примерно в 30 рукописях, лучшие из которых хранятся в собрании Коттона Британской библиотеки, Национальной библиотеке Франции (Париж), Апостольской библиотеке Ватикана, Бодлианской библиотеке Оксфордского университета, библиотеках колледжей Святого Иоанна и Тела Христова Кембриджского университета и др.
Уже в XIV столетии «Императорские досуги» были дважды переведены на французский язык, а позже выдержали несколько изданий. В 1641 году они частично были опубликованы в Париже королевским историографом и географом Андре Дюшеном, а в 1707 году выпущены Г. В. Лейбницем в «Scriptores rerum Brunsvicensium» в Ганновере, где в 1744 году переизданы. Третья часть их с комментариями Феликса Лейбрехта вышла также в Ганновере в 1856 году. Выдержки из «Императорских досугов» изданы были в 1875 году в Лондоне историком-архивистом Джозефом Стивенсоном в приложении к публикации хроники Ральфа Коггсхоллского в Rolls Series.
На русский язык «Императорские досуги» полностью никогда не переводились.
Кроме «Otia imperialia», Гервасий написал для короля Генриха II «Книгу курьёзов» (лат. Liber facetiorum) — сборник анекдотов (не сохранился). Ему приписывалось сочинение «Antiquus dialogus de scaccario», а также сборник выдержек из «Истории британских королей» Гальфрида Монмутского.
С именем Гервасия Тильберийского прежде связывалось создание так называемой Эбсторфской карты мира, одного из крупнейших произведений средневековой картографии, обнаруженного в 1830 году в бенедиктинском монастыре Эбсторфа, но в 1943 году погибшего в результате бомбардировки авиацией союзников Ганновера. Однако гипотезу эту опровергают исследования выполненных в конце XIX века репродукций карты современными искусствоведами и палеографами, установившими, что иконография и шрифт карты относятся скорее к концу XIII века, чем к первой его четверти.  
Французский историк-медиевист Жак Ле Гофф называет Гервасия «самым ярким примером человека с научным мышлением», который пытался присоединить описываемое им «чудесное» (лат. mirabilia) к миру природы, поставив его на одну доску с научными фактами.